# 德米特里奧斯·彼得羅科基諾斯
德米特里奧斯·彼得羅科基諾斯（希臘語：Δημήτριος Πετροκόκκινος，1878年4月17日—1942年5月10日）是一位希臘網球選手，他參加1896年夏季奥林匹克运动会。在男子單打比賽中，他在第一輪被同樣來自希臘的埃萬杰洛斯·拉利斯擊敗。在男子雙打比賽中，彼得羅科基諾斯再次在第一輪中遇到拉利斯。這一次，彼得羅科基諾斯與他的堂兄迪米特里奧斯·卡斯達格利斯擊敗了拉利斯和他的搭檔康斯坦丁諾斯·帕斯帕蒂斯。彼得羅科基諾斯和卡斯達格利斯在準決賽中面對來自澳大利亞的特迪·弗拉克和來自英國的乔治·S·罗伯逊，再次贏得比賽晉級決賽。在决赛中，他们遇到來自英國的约翰·博兰和德國的弗里德里希·特勞恩，最終不敵對手獲得銀牌。